# Newton Silas Bement
Newton Silas Bement (* 27. April 1896 in Webberville, Ingham County, Michigan; † 17. September 1958 in Ann Arbor, Michigan) war ein US-amerikanischer Romanist und Französischdidaktiker.

## Leben und Werk
Bement studierte an der Transylvania University in Lexington und an der University of Michigan (Abschluss 1917). Nach Kriegsdienst und Studium in Frankreich war er ab 1920 in Ann Arbor Instructor für Französisch und Spanisch. 1930 promovierte er mit der Arbeit French modal syntax in the sixteenth century (Ann Arbor 1934). Er wurde Assistant Professor ab 1937, Associate Professor ab 1949 und Full Professor für Französisch ab 1956.

## Weitere Werke
- Manuel élémentaire, New York/London 1933
- Cours de révision, New York/London 1935
- Basic college French, New York/London 1938
- French preparatory reader, Ann Arbor 1947
- Intermediate French, New York 1950
- French preparatory language and area study, Ann Arbor 1953